# Team SmartStop
Das Team SmartStop war ein US-amerikanisches Radsportteam mit Sitz in Winston-Salem.
Die Mannschaft wurde 2012 gegründet und nahm als Continental Team an den UCI Continental Circuits teil. Manager war James Bennett, der von den Sportlichen Leitern Michael Creed, Gustavo Carillo und Patrick Raines unterstützt wurde.
Nachdem der Hauptsponsor sein Engagement für das Jahr 2016 nicht verlängerte, wurde das Team aufgelöst.

## Saison 2015

### Erfolge in der UCI America Tour
| Datum              | Rennen                                                       | Kat. | Sieger          |
| ------------------ | ------------------------------------------------------------ | ---- | --------------- |
| 24. Februar        | 3. Etappe Vuelta Independencia Nacional República Dominicana | 2.2  | Evan Huffman    |
| 1. März            | 8. Etappe Vuelta Independencia Nacional República Dominicana | 2.2  | Robert Sweeting |
| 29. April – 3. Mai | Gesamtwertung Tour of the Gila                               | 2.2  | Rob Britton     |
| 4. August          | 2. Etappe Tour of Utah                                       | 2.HC | Jure Kocjan     |

### Erfolge im Cyclocross 2014/2015
| Datum     | Rennen                              | Kat. | Fahrer          |
| --------- | ----------------------------------- | ---- | --------------- |
| 3. Januar | Kingsport Cyclocross Cup, Kingsport | C2   | Travis Livermon |

### Abgänge – Zugänge
| Zugänge                     | Team 2014                      | Abgänge          | Team 2015             |
| --------------------------- | ------------------------------ | ---------------- | --------------------- |
| Evan Huffman                | Astana Pro Team                | Adam Myerson     | Astellas Cycling Team |
| Juan Pablo Villegas         | 4-72-Colombia                  | Joshua Berry     | Jelly Belly-Maxxis    |
| Robert Sweeting             | 5-Hour Energy                  | Michael Torckler | Team Budget Forklifts |
| Chris Butler                | BMC Development                | Cameron Cogburn  | Unbekannt             |
| Emerson Oronte (ab 24. Mai) | Optum-Kelly Benefit Strategies | Shane Haga       | Unbekannt             |

## Saison 2014

### Erfolge in der UCI America Tour
| Datum         | Rennen                                        | Kat. | Fahrer        |
| ------------- | --------------------------------------------- | ---- | ------------- |
| 20. Februar   | 1. Etappe Vuelta a la Independencia Nacional  | 2.2  | Eric Marcotte |
| 22. Februar   | 3. Etappe Vuelta a la Independencia Nacional  | 2.2  | Jure Kocjan   |
| 25. Februar   | 6a. Etappe Vuelta a la Independencia Nacional | 2.2  | Jure Kocjan   |
| 18. April     | Winston-Salem Cycling Classic                 | 1.2  | Travis McCabe |
| 26. Mai       | Amerikanische Meisterschaft – Straßenrennen   | CN   | Eric Marcotte |
| 8. Juni       | 4. Etappe Grand Prix Cycliste de Saguenay     | 2.2  | Jure Kocjan   |
| 5.–8. Juni    | Gesamtwertung Grand Prix Cycliste de Saguenay | 2.2  | Jure Kocjan   |
| 13. September | Bucks County Classic                          | 1.2  | Zach Bell     |

### Zugänge – Abgänge
| Zugänge          | Team 2013                      | Abgänge            | Team 2014                           |
| ---------------- | ------------------------------ | ------------------ | ----------------------------------- |
| Jure Kocjan      | Euskaltel Euskadi              | Thomas Brown       | Astellas Cycling Team               |
| Zach Bell        | Champion System                | Clay Murfert       | Astellas Cycling Team               |
| Julian Kyer      | Bissell Cycling                | Christopher Uberti | Astellas Cycling Team               |
| Michael Torckler | Bissell Cycling                | Isaac Howe         | Champion System-Stan's Notubes      |
| Joshua Berry     | La Pomme Marseille             | Benjamin Chaddock  | Garneau-Québecor                    |
| Rob Britton      | Team Raleigh                   | Daniel Patten      | Team 7 Eleven Road Bike Philippines |
| Travis Livermon  | Team SmartStop-Mountain Khakis | Jonathan Hamblen   | Unbekannt                           |
| Cameron Cogburn  | Jelly Belly Cycling (2011)     | Bobby Lea          | Unbekannt                           |
| Kristofer Dahl   | Neoprofi                       | Chris Monteleone   | Unbekannt                           |
| Shane Haga       | Neoprofi                       | Jackie Simes       | Unbekannt                           |
|                  |                                | Frank Travieso     | Unbekannt                           |
|                  |                                | Curtis Winsor      | Unbekannt                           |

### Mannschaft
| Name             | Geburtstag         | Nationalität       |
| ---------------- | ------------------ | ------------------ |
| Zach Bell        | 14. November 1982  | Kanada             |
| Joshua Berry     | 1. Dezember 1990   | Vereinigte Staaten |
| Rob Britton      | 22. September 1984 | Kanada             |
| Cameron Cogburn  | 24. Januar 1986    | Vereinigte Staaten |
| Kristofer Dahl   | 7. Juli 1992       | Kanada             |
| Shane Haga       | 19. April 1991     | Vereinigte Staaten |
| Shane Kline      | 11. April 1989     | Vereinigte Staaten |
| Jure Kocjan      | 18. Oktober 1984   | Slowenien          |
| Julian Kyer      | 15. Mai 1988       | Vereinigte Staaten |
| Travis Livermon  | 2. April 1988      | Vereinigte Staaten |
| Flavio de Luna   | 26. Januar 1990    | Mexiko             |
| Eric Marcotte    | 8. Februar 1980    | Vereinigte Staaten |
| Travis McCabe    | 12. Mai 1989       | Vereinigte Staaten |
| Adam Myerson     | 9. Mai 1972        | Vereinigte Staaten |
| Michael Torckler | 12. April 1987     | Neuseeland         |

## Platzierungen in UCI-Ranglisten
UCI America Tour
| Saison | Mannschaftswertung | Fahrerwertung    |
| ------ | ------------------ | ---------------- |
| 2012   | -                  | -                |
| 2013   | 24.                | Bobby Lea (120.) |
| 2014   | 1.                 | Jure Kocjan (3.) |

UCI Europe Tour
| Saison    | Mannschaftswertung | Fahrerwertung      |
| --------- | ------------------ | ------------------ |
| 2012-2013 | -                  | -                  |
| 2014      | 121.               | Jure Kocjan (801.) |